# Steven – Die Entführung
Steven – Die Entführung ist ein als Fernsehfilm konzipiertes US-amerikanisches Drama. Es greift den Entführungsfall Steven Stayner und Timmy White auf. Der Film wurde 1989 unter Regie von Larry Elikann gedreht und in zwei Teilen im Herbst desselben Jahres auf NBC ausgestrahlt. In Deutschland wurde der Film Anfang der 90er im Pay-TV-Sender Teleclub und am 29. August 1992 im Free-TV auf Sat.1 ausgestrahlt.

## Handlung
Der sieben Jahre alte Steven Stayner wird mit dem Versprechen, heimgefahren zu werden, von einem Fremden in ein Auto gelockt. Später erzählt ihm sein Entführer, dass er über Nacht bleiben soll, da seine Mutter ihn darum gebeten hätte. Seine kindliche Psyche wird tagelang manipuliert, bis er glaubt, dass seine wirklichen Eltern Del und Kay ihn nicht mehr bei sich haben wollen. Da er weiß, dass sie sich über ihn geärgert haben und dass es finanzielle Probleme in der Familie gibt, akzeptiert er diese Behauptung irgendwann. Sein Vater hatte ihm gerade noch eingeschärft, dass man Erwachsenen „gehorchen“ muss.
Sein Entführer Kenneth Parnell, der nun „Dad“ genannt werden will, hält Steven bei sich und erklärt in der Öffentlichkeit, der Junge sei sein (Adoptiv-)Sohn „Dennis“. Sie wechseln oft ihren Wohnort (und Steven somit auch die Schule) innerhalb von Kalifornien. Parnell beginnt fortan Steven sexuell zu missbrauchen. Jeden Tag wird er gezwungen, seinen „Dad“ oral zu befriedigen. Nachdem Steven anfangs versucht, sich zu wehren, bemerkt er irgendwann, dass er chancenlos ist. Einige Zeit weint er noch, danach lässt er es einfach geschehen. Zwar sucht er Hilfe bei seiner Schulpsychologin und erzählt ihr, dass sein „Dad“ gar nicht sein richtiger Dad ist, aber sie glaubt, er hätte aufgrund seiner Adoption nur Sehnsucht nach seinen leiblichen Eltern. Darum überzeugt sie ihn, dass er die Vergangenheit endlich hinter sich lassen müsse, um sich ganz den neuen familiären Umständen zu widmen. Seine leiblichen Eltern versuchen unterdessen alles, um den Jungen zu finden. Unter anderem senden sie an viele Schulen ein Foto des vermissten Kindes. Tragischerweise erkennt man Steven nicht in seiner „neuen“ Schule, die auch ein solches Foto vorliegen hat.
Nach sieben Jahren entführt Parnell einen anderen kleinen Jungen, der Stevens kleiner Bruder werden soll. Steven war mit 14 Jahren vermutlich für Parnell uninteressant geworden. Steven bemerkt, dass der kleine Timmy in gleicher Weise manipuliert wird, wie er damals. Erst jetzt begreift er, dass er von seinen echten Eltern gar nicht verstoßen wurde, sondern Parnell ihn damit ruhig halten wollte. Steven nimmt den kleinen Jungen und flüchtet erfolgreich zurück zu seinen Eltern.
Als seinen Eltern und in der Schule bekannt wird, was ihm zugestoßen ist, wird er als mitschuldig diskriminiert und von seinen Schulkameraden gehänselt. Nicht einmal sein Vater schafft es, ihm noch in die Augen zu sehen. Auch die gerichtlichen Verhandlungen gegen seinen Entführer helfen Steven nicht, die Ausgrenzung zu verarbeiten. Parnell bekommt fünf Jahre Haft für die Entführung von Timmy. Für Stevens Entführung und sieben Jahre Missbrauch wird er in dem zweiten Verfahren zu 20 weiteren Monaten Haft verurteilt.
Nach einer langen Phase, geprägt von Selbstmordgedanken und psychischen Problemen, schafft es Steven, ein „normales“ Leben zu beginnen. Er heiratet und wird Vater zweier Kinder. Dennoch endet sein Leben tragisch, denn Steven stirbt bei einem Motorradunfall.

## Auszeichnungen
Der Film wurde im Jahr 1990 als Bester Fernsehfilm für den Golden Globe Award nominiert. Er wurde für den Emmy Award in vier Kategorien nominiert, darunter Larry Elikann als Regisseur. Corin Nemec wurde 1990 für den Young Artist Award nominiert, den der Film als Bester Familienfernsehfilm gewann. Der Film wurde außerdem für den Casting Society of America Award nominiert.

## Fakten am Rande
- Timmy White (der kleine Junge, den der reale Steven rettete) hatte selbst Kinder. Seinen ersten Sohn nannte er im Gedenken an seinen „Retter“ Steven. Timmy White starb am 1. April 2010 im Alter von 35 Jahren an einer Lungenembolie.

- Der Entführer Kenneth Parnell kam nach fünf Jahren Haft frei. Er wurde 2003 wieder verhaftet, als er einer verarmten Frau ihr Kind abkaufen wollte. Im Zuge des kalifornischen „Three Strike Laws“ wurde er für diese – in Relation zu dem im Film dargestellten Verbrechen – eher geringfügige Tat nun zu einer lebenslangen Freiheitsstrafe verurteilt. Er starb am 21. Januar 2008 im Alter von 76 Jahren.

- Parnell gestand dem Autor des gleichnamigen Buches (Mike Echols), dass er Steven während der Jahre an die 3000 Mal missbraucht hat. Auf die Frage, ob er es je bereut hatte, sagte er nur, dass er es immer gehasst hatte, das ganze Blut aufzuwischen, nachdem er den anfangs erst sieben Jahre alten Jungen missbrauchte. Er blieb bei seiner Auffassung, dass sein Verhältnis zu „seinem“ Jungen „normal“ gewesen war und er ihm viel Liebe gegeben hätte.

- Cary Stayner, der ältere Bruder von Steven, wurde später zum Serienkiller (im Yosemite National Park). Er wurde zum Tode verurteilt und sitzt derzeit in einer Todeszelle.